# Frederik Sørensen
Frederik Sørensen (ur. 14 kwietnia 1992 w Kopenhadze) – duński piłkarz występujący na pozycji obrońcy w szwajcarskim klubie BSC Young Boys, gdzie jest wypożyczony z 1. FC Köln.

## Kariera
Zawodnik przyszedł do Lyngby z juniorskiego zespołu klubu Himmelev–Veddelev w 2007 r. 31 sierpnia 2010 roku zawodnik został wypożyczony do Juventusu. Sprowadzony jako wzmocnienie juniorskiej drużyny, szybko przebił się do jej pierwszego składu. Słaba forma Marco Motty oraz Zdenka Grygery spowodowała jednak, że wysoki nastolatek wskoczył do pierwszej drużyny Juventusu i zajął miejsce na prawej stronie obrony. Mimo iż ustawiony przez trenera na nowej pozycji, Frederik pokazał się z dobrej strony i do końca sezonu 2010/2011 rozegrał aż 17 spotkań w pierwszej drużynie. Najlepszym występem bez wątpienia było spotkanie z Interem 13 lutego, kiedy zupełnie zneutralizował Samuela Eto’o oraz zaliczył asystę przy zwycięskim trafieniu Alessandro Matriego. Po sezonie został zakupiony przez Juve za 500 tys. Euro. 17 stycznia 2012 roku połowa karty zawodniczej Sørensena została sprzedana do klubu Bologna FC. 20 czerwca 2014 roku Juventus F.C. odkupił wcześniej sprzedaną połowę karty zawodnika od bolońskiej drużyny i wypożyczył zawodnika na następny sezon do Hellasu. 11 lipca rozstał się z Juventusem i rozpoczął przygodę w Bundeslidze, gdzie został kupiony przez 1. FC Köln.
Sørensen ma za sobą także występy w młodzieżowej reprezentacji Danii. W 2011 został powołany na spotkanie z Anglią przez selekcjonera kadry U21, jednak przez kontuzję podczas rozgrzewki zmuszony został opuścić zgrupowanie.